# Проспект Гойка Шушака
Проспект Гойка Шушака (хорв. Avenija Gojka Šuška) — проспект на північному сході столиці Хорватії Загреба, названий на честь міністра оборони країни часів війни за незалежність Гойка Шушака. Становить частину межі між міськими районами Максимир і Верхня Дубрава. Має на відрізку від вулиці Штефановець до проспекту Дубрава чотири смуги (по дві в кожному напрямку з розділювальною смугою між ними) та автостоянку уздовж західної сторони. Його найважливіше перехрестя — з вулицею Рудольфа Колака. На своєму південному кінці переходить у коротку чотирисмугову вулицю Драгутина Мандла. 
На проспекті розташовані деякі з найважливіших будівель Загреба: зокрема на її східному боці — клінічна лікарня «Дубрава» (яку також називають «Нова болніца», тобто нова лікарня), а на західному — Поліційна академія. Саме в клінічній лікарні «Дубрава» провів свої останні хвилини життя тодішній міністр оборони Гойко Шушак.
Проспект на північ від пожвавленої вулиці Рудольфа Колака (Опоровецької дороги) використовується недостатньо, але є проєкти з метою зробити його частиною внутрішньоміської кільцевої дороги та продовжити до маршруту запланованого північного рукава Загребської об'їзної дороги. 
Перед смертю Шушака проспект називався Алеєю розвідників (хорв. Aleja izviđača).